# Everything's Fine
| Recensione           | Giudizio   |
| -------------------- | ---------- |
| AbsolutePunk         | [ 2 ]      |
| AllMusic             | [ 1 ]      |
| Consequence of Sound | D          |
| PopMatters           | [ 4 ]      |
| Sputnikmusic         | [ 5 ]      |
| theMusic             | Favorevole |

Everything's Fine è il secondo album in studio del gruppo musicale statunitense The Summer Set. Pubblicato il 19 luglio 2011, l'album si è posizioanto alla posizione numero 65 nella classifica Billboard 200 di Billboard.

## Tracce
1. About a Girl – 3:54
2. When We Were Young – 3:47
3. Someone Like You – 3:22
4. Back to the Start – 3:51
5. Must Be the Music – 3:17
6. Thick as Thieves – 3:05
7. Mannequin – 3:40
8. Mona Lisa – 2:32
9. Begin Again – 3:16
10. Love to You – 3:02
11. Don't Let Me Go – 4:16

Durata totale: 38:02
Tracce bonus presenti nell'edizione deluxe
1. Crash – 3:09
2. When We Were Young (versione acustica) – 3:58
3. Everything's Fine Trailer (video) – 2:37
4. Making of Everything's Fine (video) – 8:32

## Formazione
- Brian Dales – voce
- John Gomez – chitarra solista
- Stephen Gomez – basso
- Josh Montgomery – chitarra
- Jessica Bowen – batteria